# Sergio Urbano
Sergio Urbano López (Barcelona, 8 februari 1986) is een Spaans voetballer. Hij speelt als aanvaller bij Terrassa CF.
Urbano begon als voetballer in de jeugd van CE Mataró. Vervolgens kwam hij via EC Granollers bij FC Barcelona C terecht. Na de opheffing van dit elftal in 2007 werd de aanvaller door trainer Josep Guardiola overgeheveld naar FC Barcelona B. Door een blessure miste Urbano de start van het seizoen en pas in november 2007 speelde hij zijn eerste competitiewedstrijd voor Barça B. Met dit team werd hij 2008 kampioen van de Tercera División Grupo 5. In augustus 2008 vertrok Urbano naar CE Sabadell. In 2009 speelde hij bij CE Premià. Sinds begin 2010 is hij actief voor Terrassa CF.

## Statistieken
| seizoen    | club           | land   | competitie               | wed. | goals |
| ---------- | -------------- | ------ | ------------------------ | ---- | ----- |
| 2006/07    | FC Barcelona C | Spanje | Tercera División Grupo 5 | ??   | ??    |
| 2007/08    | FC Barcelona B | Spanje | Tercera División Grupo 5 | 12   | 1     |
| Bijgewerkt | 19-05-2008     |        |                          |      |       |